# 天主教塞孔迪-塔科拉迪教區
天主教塞孔迪-塔科拉迪教區（拉丁語：Dioecesis Sekondiensis-Takoradiensis）是加納一個羅馬天主教教區，屬海岸角總教區。
教區成立於1969年11月20日，位於西部地區南部，2010年有教友352,994人（佔轄區總人口18.2%）、四十個堂區、137名司鐸。現任教區主教為约翰·伯纳温都拉·克沃菲尔。